# Margaret Dayton

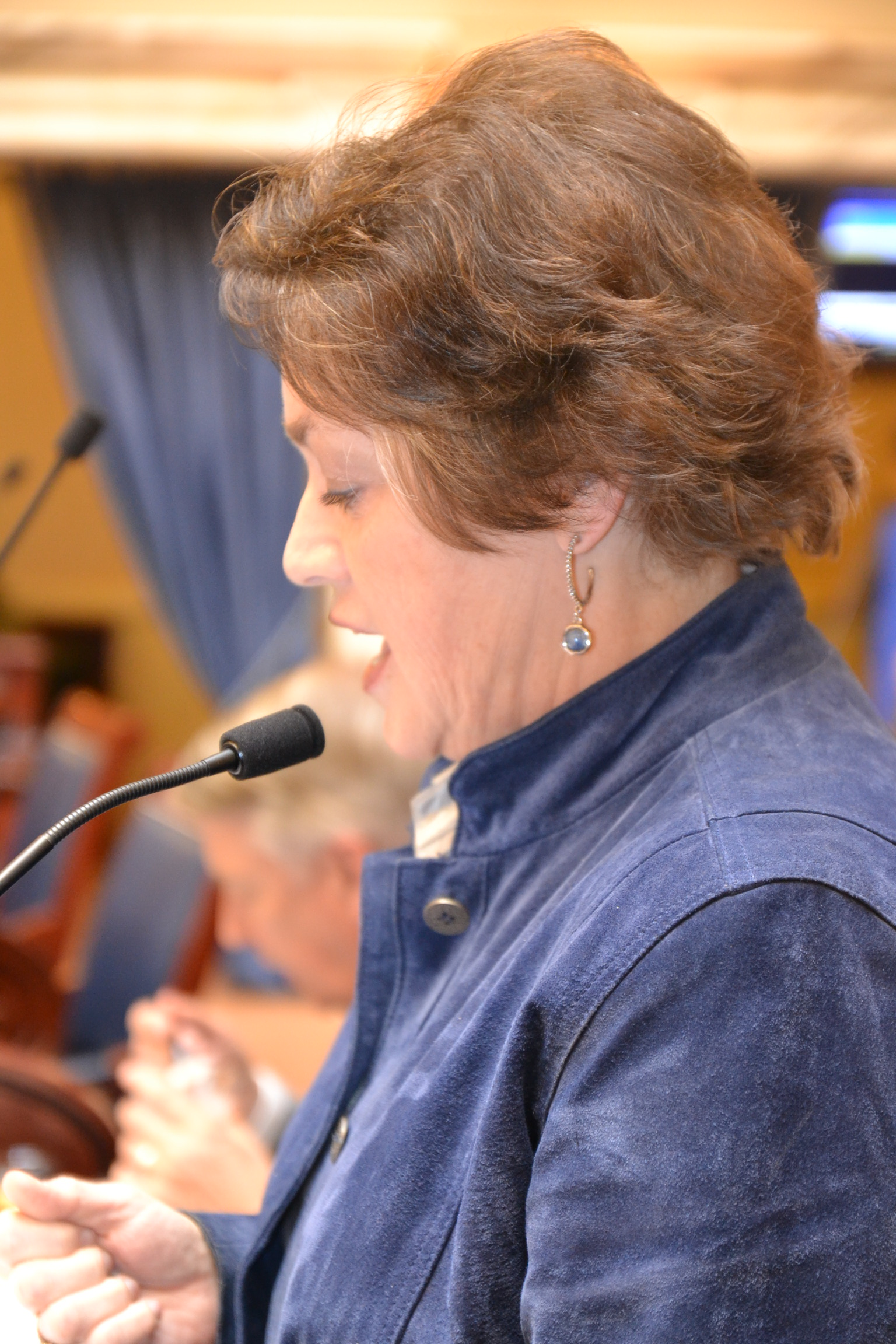
Margaret Dayton

Margaret Dayton ist eine US-amerikanische Politikerin (Republikanische Partei).

## Leben
Dayton studierte an der Brigham Young University und erhielt dort einen Bachelor of Science in Krankenpflege. Sie arbeitete nun mehrere Jahre als registered nurse. Nach ihrer Heirat gab sie ihren Beruf auf und wurde Hausfrau.
1996 wurde sie von Gouverneur Michael Leavitt in das Repräsentantenhaus von Utah berufen um den vakanten Sitz von Lee Ellertson neu zu besetzen. Bei der nächsten Wahl des Repräsentantenhauses wurde Dayton als Abgeordnete bestätigt. Sie gehörte dem Repräsentantenhaus von Utah damit vom 25. Juli 1996 bis zum 31. Dezember 2006 an. Seit dem 1. Januar 2007 ist sie Senatorin im Senat von Utah für den 15. Distrikt.
Das Utah System of Higher Education verlieh ihr die Ehrendoktorwürde.